# Саблетт (Канзас)
Саблетт (англ. Sublette) — місто (англ. city) в США, в окрузі Гаскелл штату Канзас. Населення — 1413 особи (2020).

## Географія
Саблетт розташований за координатами 37°28′51″ пн. ш. 100°50′45″ зх. д. / 37.48083° пн. ш. 100.84583° зх. д. (37.480732, -100.845942).  За даними Бюро перепису населення США в 2010 році місто мало площу 2,39 км², уся площа — суходіл. В 2017 році площа становила 2,71 км², уся площа — суходіл.

## Демографія
Згідно з переписом 2010 року, у місті мешкали 1453 особи в 556 домогосподарствах у складі 409 родин. Густота населення становила 608 осіб/км².  Було 626 помешкань (262/км²).
Расовий склад населення:
| - 85,1 % — білих - 1,0 % — корінних американців - 0,1 % — чорних або афроамериканців - 0,1 % — азіатів - 11,8 % — осіб інших рас |

До двох чи більше рас належало 2,0 %. Частка іспаномовних становила 26,8 % від усіх жителів.
За віковим діапазоном населення розподілялося таким чином: 28,8 % — особи молодші 18 років, 59,0 % — особи у віці 18—64 років, 12,2 % — особи у віці 65 років та старші. Медіана віку мешканця становила 36,9 року. На 100 осіб жіночої статі у місті припадало 98,8 чоловіків;  на 100 жінок у віці від 18 років та старших — 96,8 чоловіків також старших 18 років.
Середній дохід на одне домашнє господарство  становив 70 586 доларів США (медіана — 61 719), а середній дохід на одну сім'ю — 78 771 долар (медіана — 75 481). Медіана доходів становила 49 063 долари для чоловіків та 30 764 долари для жінок. За межею бідності перебувало 9,8 % осіб, у тому числі 15,9 % дітей у віці до 18 років та 11,0 % осіб у віці 65 років та старших.
Цивільне працевлаштоване населення становило 823 особи. Основні галузі зайнятості: освіта, охорона здоров'я та соціальна допомога — 27,7 %, сільське господарство, лісництво, риболовля — 18,6 %, роздрібна торгівля — 7,5 %, транспорт — 6,4 %.